# Naoya Ishigami
Naoya Ishigami (石神 直哉 Ishigami Naoya?), född 2 mars 1985 i Ibaraki prefektur, är en japansk fotbollsspelare.
Ishigami började sin karriär 2007 i Kashima Antlers. Med Kashima Antlers vann han japanska ligan 2007, 2008 och japanska cupen 2007. Efter Kashima Antlers spelade han för Cerezo Osaka, Shonan Bellmare, Oita Trinita, Tokyo Verdy, V-Varen Nagasaki och Giravanz Kitakyushu.